# Šóka šófútai

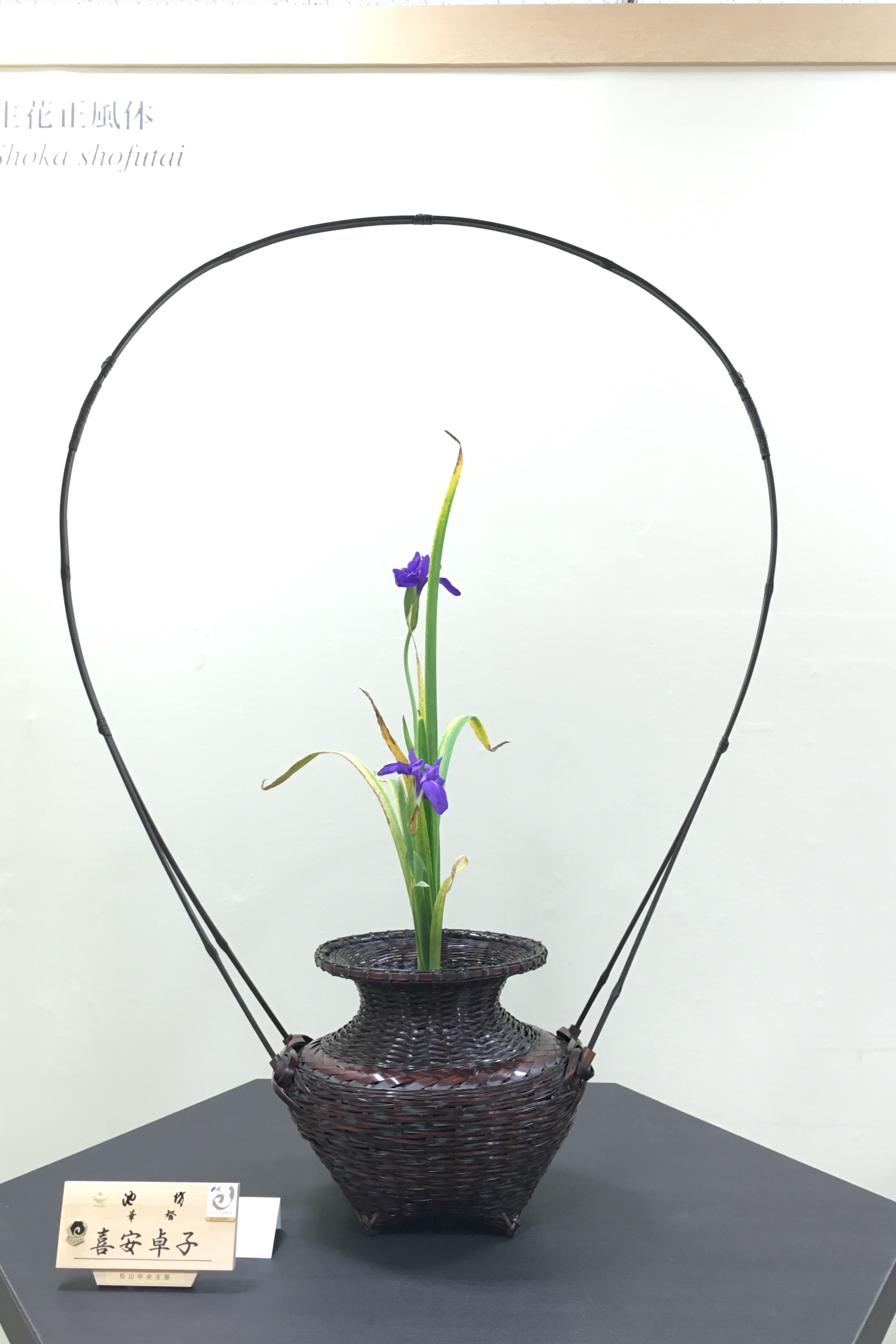
Šóka šófútai s kosatcem

Šóka šófútai (japonsky 生花正風体) je termín označující jeden ze směrů aranžování květin ve stylu ikebana. Ikebana věnuje pozornost váze, stonkům, listům a větvím stejnou měrou jako květům.
Podstatou aranžmá šóka šófútai je vyjádření krásy přírody.

## Historie
Šóka šófútai má své kořeny v 18. století. Styl šóka šófútai je zjednodušením tradičního stylu rikka (japonsky 立花). Modernější úpravy vyznačil styl šóka šimpútai (生花新風体)vytvořený v roce 1977, tento styl na šóka šofútai navazuje.

## Popis
Tři hlavní linie (šin (真), soe (副え) a tai (体)) jsou doplněny dalšími významově druhořadými prvky aširae (あしらえ/配え) nebo aširai (あしらい/配い). Vyjadřuje krásu přírody, přičemž květy i listy jsou stejně důležité. Prvky jsou často upevněny v kenzanu. Mezi výškou okraje nádoby a rostlinami do výšky 3-5cm je vrstva, pás nazývaný „mizugiwa“ (水際). Tento pás je u rostlin zcela bezlistý, nemají zde být žádné postranní výběžky, či větve. Tento pás představuje část rostlin nebo materiálu u vody ovlivňovaného stoupající a klesající vodní hladinou.
Linie „šin“ u šóka šófútai vede středem aranžmá a rozděluje celek na dvě části – „soe“ (také „jo“) a „tai“. Soe je část, která byla při růstu rostliny osvětlena sluncem, tai byla naopak odvrácená. Všechny stonky jsou v kenzanu z pohledu pozorovatele v zákrytu, za sebou. V jedné z variant je možné vytvořit aranžmá seskupena se dvěma od sebe vzdálenými, různými, viditelnými stonky nebo řapíky listů. Větší z obou představuje mužský prvek, složený z šin a soe, nazývaný „o-kabu“ (雄株). Menší seskupení je nazýváno „me-kabu“ (雌株), je specifikováno jako tai a je menší.

## Rozdělení
Aranžmá šóka šófútai, jež jsou vytvořena z jednoho druhu rostliny se nazývá „iššu-ike“ (一種生け), je-li aranžmá ze dvou druhů nazývá se „nišu-ike“ (二種生け), je li ze tří nazývá se „sanšu-ike“ (三種生け).
Směřuje li aranžmá podle linie šin doprava, nazývá se typ aranžmá „hongatte“ (本勝手). Směřuje li aranžmá podle linie šin doleva nazývají jej „gjakugatte“ (逆勝手).
Aranžmá seskupena se dvěma od sebe vzdálenými, různými, viditelnými stonky nebo řapíky listů je variantou, která se nazývá „futakabu-ike“ (二株生け). 